# 한밤중 하트튠
《한밤중 하트튠》(일본어: 真夜中ハートチューン 마요나카 하토춘[*])은 이가라시 마사쿠니에 의한 일본의 만화 작품. 《주간 소년 매거진》(코단샤)에서 2023년 42호부터 연재되어 있다. 약칭은 「마요츄」(일본어: マヨチュー). 남자 고등학생과 방송부에 소속된 4명의 소녀를 그린 러브 코미디.

## 연혁
2023년 9월 20일 발매의 《주간 소년 매거진》42호부터 연재를 개시. SNS에서 제1화를 공개했을 때에는 약 38만 노출의 반향을 얻었다. 같은 해 12월에 단행본 제1권이 발매되었을 때에는 하나자와 카나로부터 코멘트가 전해지고 있다. 같은 달 PV가 공개되어 사쿠라 아야네가 혼자서 4역을 담당하고 있다. 
2024년 1월에는 단행본에 중판이 걸려 있다. 같은 해 4월 17일에 단행본 제3권이 발매되었을 때에는, 그것을 기념해 4월 19일부터 5월 16일까지 코단샤의 YouTube 채널 「풀☆애니메이션 TV」에서, 작자의 이가라시에 의한 《센류소녀》의 TV 애니메이션이 무료 전달되었다. 같은 해 6월, 「다음에 올 만화대상 2024」코믹스 부문에서 14위를 획득.
2024년 7월 시점에서 4권까지의 누계 발행 부수가 15만부를 돌파하고 있다.
2025년 3월 14일, TV 애니메이션화가 결정. 2026년부터 방송 예정.

## 등장인물
음성의 항은 TV 애니메이션판에 있어서의 성우.
야마부키 아리스 (일본어: 山吹 有栖)
본작의 주인공. 고등학교 2학년. 중학교 시절에 배달자인 '아폴로'의 라디오를 듣고 있었다.
우즈키 시노부 (일본어: 雨月 しのぶ)
성우 - 이토 미쿠
본작의 메인 히로인. 방송부 소속. 아나운서 지망이지만 씹는 버릇이 있어 방송중도 씹어 버리는 것이 많다.
히메카와 네네 (일본어: 日芽川 寧々)
성우 - 오오쿠보 루미
본작의 메인 히로인. 방송부 소속. 성우 지망. 시노부에 따르면 신장은 약 160cm로 4명 중에서 가장 키가 크다.
키리노 이코 (일본어: 霧乃 イコ)
성우 - 스즈시로 사유미
본작의 메인 히로인. 방송부 소속. VTuber 지망. 고양이 귀 까마귀를 잘 입고 있다.
이노하나 릿카 (일본어: 井ノ華 六花)
성우 - 세토 모모코
본작의 메인 히로인. 방송부 소속. 가수 지망. 원래 밴드를 짜서 활동하고 있었지만 사이 차이를 일으켜 현재는 솔로로 활동하고 있다.

## 스타일
라이터의 고림 쿄에 따르면, 본작의 매력은 "어쨌든 귀여운"여 주인공이다. 캐치 카피에 「귀여워도 열심한 석세스 러브 쌀」이라고 하도록, 「그녀들이 성공할 수 있을까」도 본작의 포인트의 하나이며, 「목소리에 사랑하는 엇갈림」이 그려져 있다.

## 서지 정보
- 이가라시 마사쿠니 《한밤중 하트튠》 코단샤 〈코단샤 코믹스〉, 기간 9권 (2025년 6월 17일 현재)
  1. 2023년 12월 15일 발매[10][17], ISBN 978-4-06-533754-7
  2. 2024년 2월 16일 발매[18], ISBN 978-4-06-534570-2
  3. 2024년 4월 17일 발매[19], ISBN 978-4-06-535415-5
  4. 2024년 6월 17일 발매[20], ISBN 978-4-06-535777-4
  5. 2024년 9월 17일 발매[21], ISBN 978-4-06-536773-5
  6. 2024년 11월 15일 발매[22], ISBN 978-4-06-537511-2
  7. 2025년 1월 17일 발매[23], ISBN 978-4-06-538132-8
  8. 2025년 3월 17일 발매[24], ISBN 978-4-06-538706-1
  9. 2025년 6월 17일 발매[25], ISBN 978-4-06-539757-2

## TV 애니메이션
2026년부터 방송 예정.

### 스태프
- 원작 - 이가라시 마사쿠니[11]
- 감독 - 타카하시 마사유키[11]
- 시리즈 구성 - 스가와라 유키에[11]
- 캐릭터 디자인 - 시타야 토모유키[11]
- 애니메이션 제작 - 겟코[11]
- 제작 - 「한밤중 하트튠」 제작위원회[11]